# Tenuipalpus sharmai
Tenuipalpus sharmai är en spindeldjursart som beskrevs av Sadana och Gupta 1984. Tenuipalpus sharmai ingår i släktet Tenuipalpus och familjen Tenuipalpidae. Inga underarter finns listade i Catalogue of Life.